# Исус предвиђа његову издају
Исус три пута предвиђа његову издају у Новом завету, нарацији која је укључена у сва четири канонска јеванђеља. Ово предвиђање се дешава током Тајне вечере у Матеју 26:24–25, Марку 14:18–21, Луки 22:21–23 и Јовану 13:21–30.
Пре тога, у Јовану 6:70, Исус упозорава своје ученике да је један од њих „ђаво“. У следећем стиху аутор потврђује да Исус говори о Јуди Искариотском.

## Библијски наратив
У Јеванђељу по Јовану, предсказању претходи тврдња у 13:17–18 да је Исус знао да ће га Јуда Искариотски издати: „Кад ово знате, благо вама ако га извршујете. Не говорим за све вас, јер ја знам које изабрах; него да се збуде писмо: који са мном хљеб једе подиже пету своју на ме. Благослов у Јовану 13:17 стога није усмерен на Јуду.
У Матеју 26:23–25, Исус потврђује идентитет издајника:
23: А он одговарајући рече: који умочи са мном руку у здјелу онај ће ме издати.
24: Син човечиј дакле иде као што је писано за њега; али тешко ономе човјеку који изда сина човечијега; боље би му било да се није родио онај човјек.

25: Јуда, изданик његов, одговарајући рече: да нијесам ја, рави? Рече му: ти каза.
Приписивање титуле рабина Исусу од стране Искариота у овој епизоди је јединствено за њега, јер један за другим апостоли говоре „Сигурно нисам ја, Господе“, користећи титулу Господа (Кириос). Јуда поново назива Исуса рабином у Матеју 26:49 када га издаје Синедриону у епизоди Јудиног пољупца.

## У популарној култури
Тајна вечера италијанског ренесансног уметника Леонарда да Винчија приказује тачан тренутак након Исусовог предвиђања издаје. Према речима историчарке уметности Хелен Гарднер, ово уметничко дело је најрепродукованија религиозна слика свих времена.